# Polemonium pulcherrimum
Polemonium pulcherrimum är en blågullsväxtart. Polemonium pulcherrimum ingår i släktet blågullssläktet, och familjen blågullsväxter.

## Underarter
Arten delas in i följande underarter:
- P. p. delicatum
- P. p. lindleyi
- P. p. pulcherrimum
- P. p. shastense

## Bildgalleri

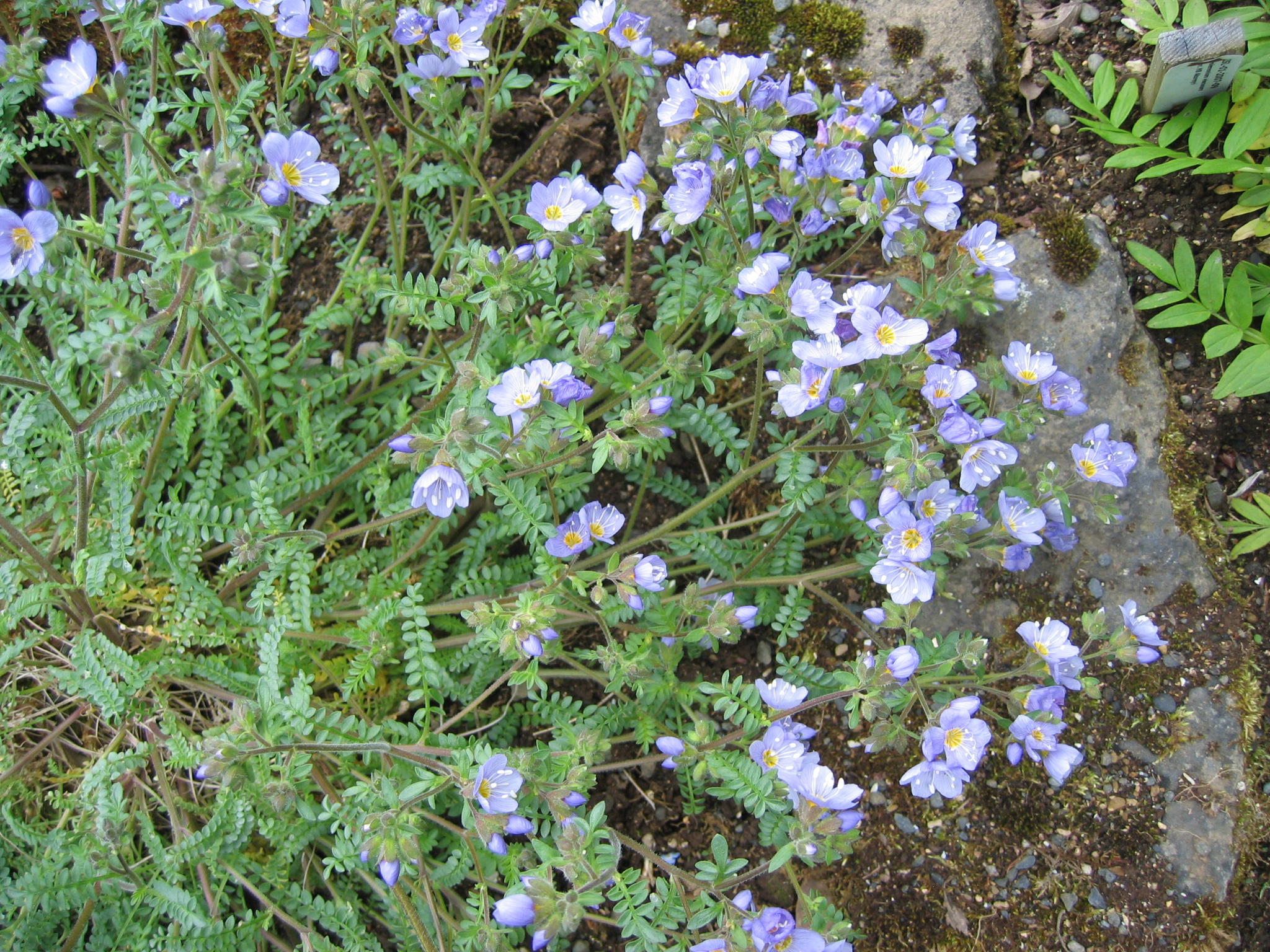
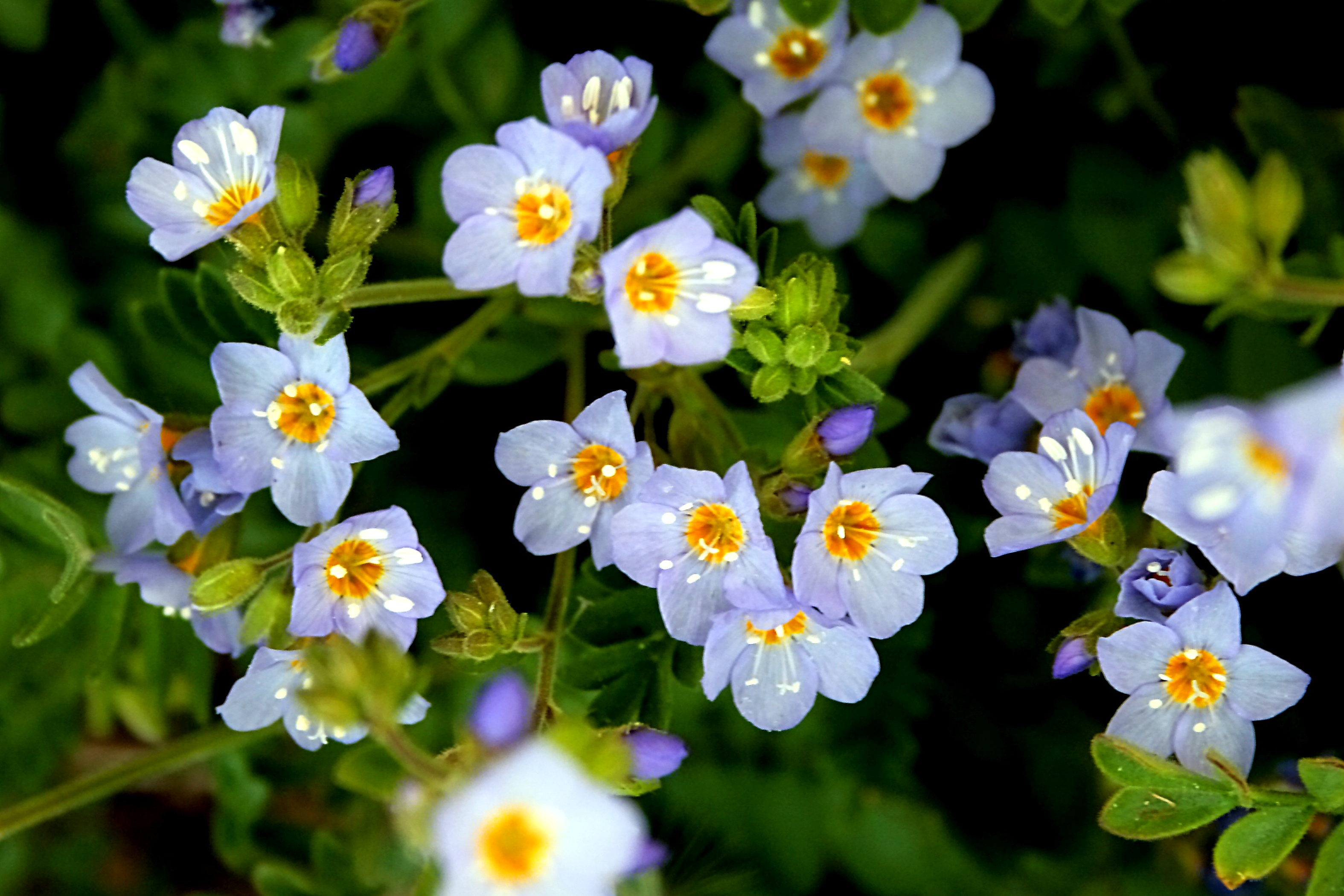
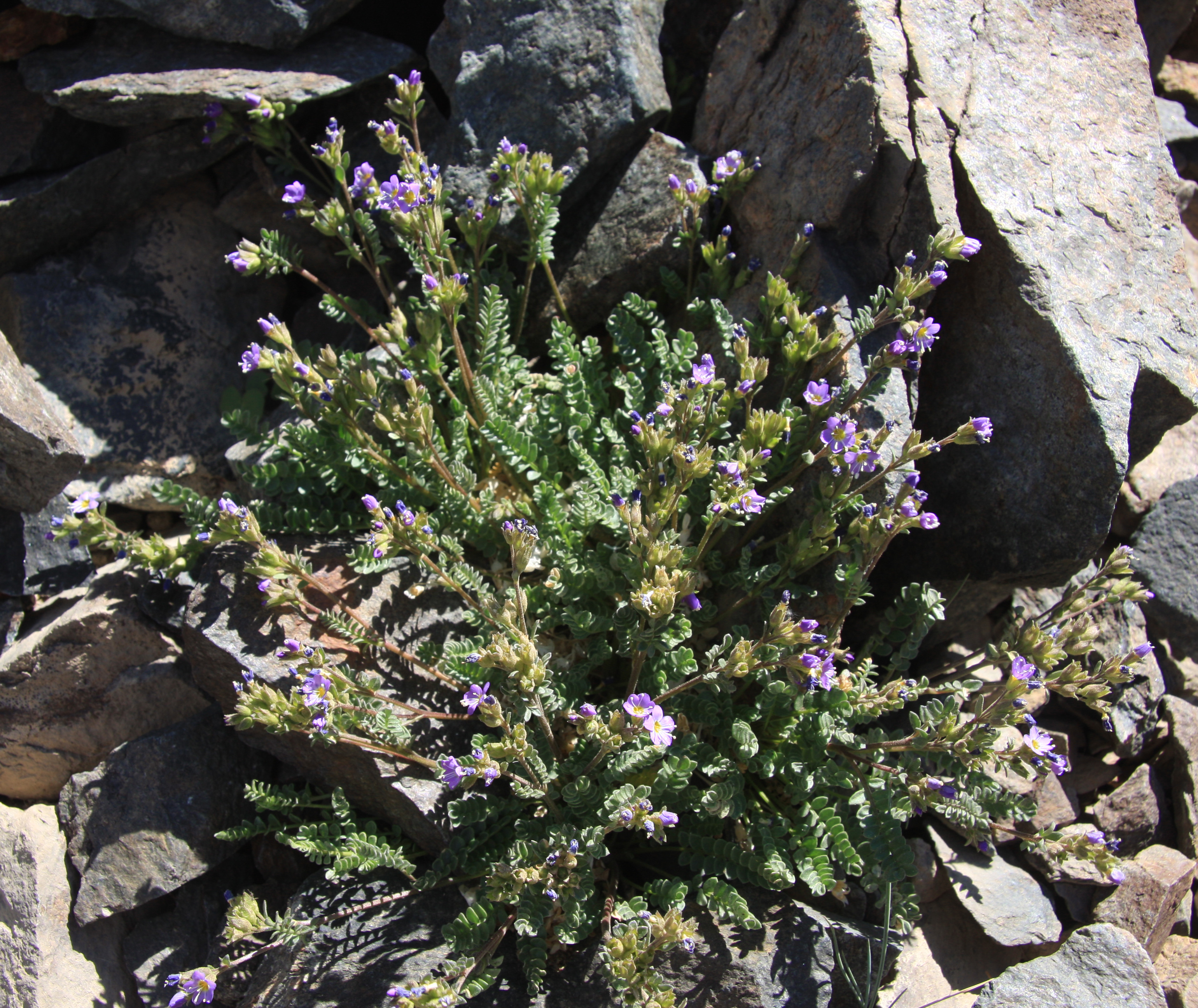
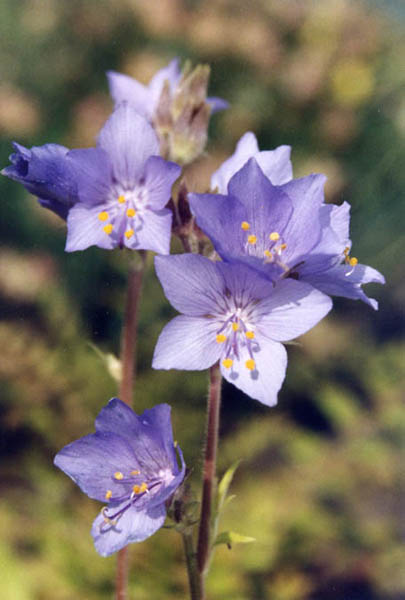
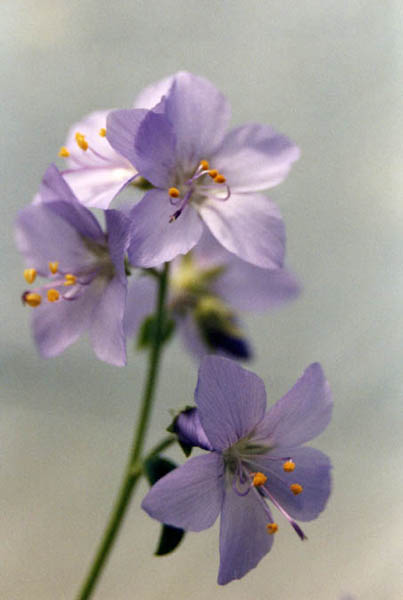
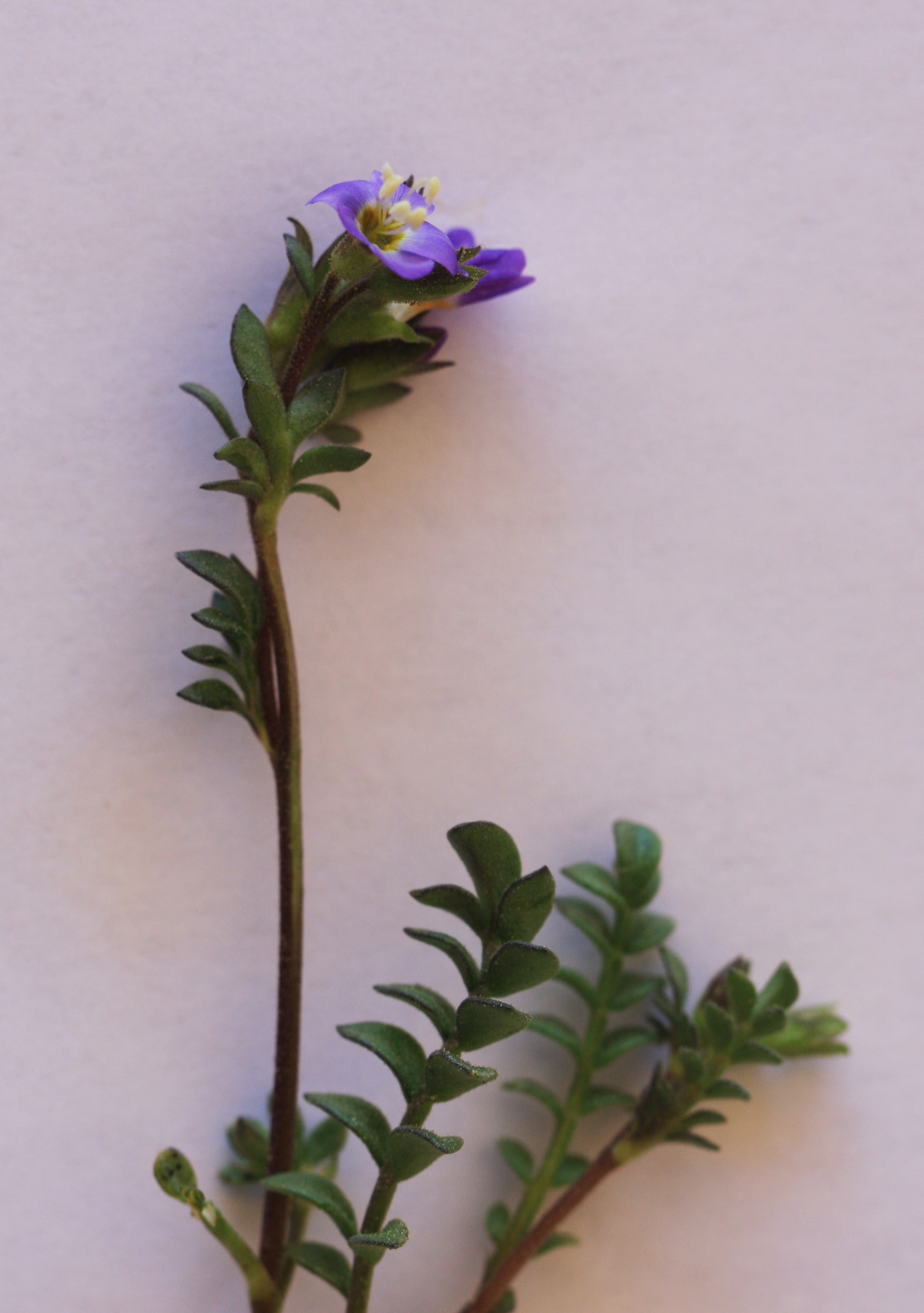